# Synagogue de Carpentras
La synagogue de Carpentras, plus ancienne synagogue française en activité, a été édifiée par les Juifs comtadins de Carpentras en 1367.

## Histoire
En Comtat, comme en Provence, les communautés israélites se prévalaient d'une origine très ancienne, probablement contemporaine à la diaspora du Ier siècle. Les documents les plus anciens attestant cette présence dans la basse vallée du Rhône datent du Xe siècle. Les juifs sont alors présents dans presque tous les bourgs. Ce n'est qu'à partir du XIIIe siècle que des mesures de ségrégation vont être prises avec le port d'un insigne particulier, la rouelle.
Si la papauté n'a pas pris de mesures contre les juifs, l'afflux de juifs chassés de France va provoquer une certaine agitation populaire.
En 1326, Jean XXII qui en 1322 cédant à la pression les en avait expulsés. La synagogue a été transformée en chapelle. Elle devait probablement se trouver dans la rue de la Vieille-Juiverie. Le pape permet aux Juifs de résider dans le Comtat Venaissin et à Avignon sans être inquiétés et, ainsi, à de nombreux Juifs de France d’échapper aux persécutions dont ils sont victimes. L'établissement du culte mosaïque rue de la Muse, à Carpentras, date du retour des Juifs, en 1343. Le culte a d'abord été organisé dans une maison en location.
L'arrivée de la peste, en 1348, va entraîner des accès de fureur car on les accuse d'avoir une responsabilité dans la propagation. Cependant, la dépopulation qui en a résulté a apaisé les tensions.
En 1367, les Juifs comtadins de Carpentras commencent l'édification de la synagogue. Cette synagogue devait occuper la partie centrale de la synagogue actuelle car aucun document ne signale un transfert. Le manque d'espace pour construire la synagogue a conduit à concevoir un plan original. Quand l'évêque de Carpentras autorise la reconstruction de la synagogue, en 1367, il a fixé les dimensions en plan qu'elle ne devait pas dépasser : 10 m en longueur, 8 m en largeur et 8 m en hauteur. En 1396 elle comprend déjà deux salles superposées. Il n'est pas impossible que ces dimensions soient déjà celles de la synagogue d'avant 1322. La synagogue devait rester invisible dans le paysage urbain.
Les tensions réapparurent au milieu du XVe siècle quand l'immigration a comblé les vides démographiques. Les ghettos ont été créés, appelés carrières, ou carriero en provençal, qui désigne une rue. La carrière de Carpentras est délimitée en 1461. La résidence des Juifs dans la carrière devient alors obligatoire. L'hostilité grandit au XVIe siècle.
En 1569, le pape Pie V donne la bulle Hebraeorum gens dans laquelle le pape ordonne que tous les Juifs des deux sexes quittent ses domaines dans trois mois après la publication de la bulle, et dans le cas où ils seraient pris, ils deviendraient la propriété de l'Église romaine. Seules quatre communautés se sont maintenues : Avignon, Carpentras, Cavaillon et L'Isle-sur-la-Sorgue. Cela a entraîné un accroissement démographique dans les communautés maintenues. Cependant l'enfermement dans un espace rigoureusement clos a posé des problèmes d'hygiène et obligé à construire en hauteur. Certaines maisons ont eu jusqu'à neuf étages. La carrière de Carpentras avait été délimitée pour une cinquantaine de familles. Il y en a eu 200 au XVIIIe siècle. En 1524, la rouelle a été remplacée par un chapeau jaune pour les hommes et une cocarde de la même couleur pour les femmes. Seuls les métiers de prêteur sur gages, de fripier et de brocanteur leur sont autorisés. Mais rapidement, avec la complicité des chrétiens avec lesquels ils étaient en affaire, ils ont pu contourner ces limitations. Dans la seconde moitié du XVIIIe siècle, certains juifs fortunés ont obtenu des permis de résider en France et ont commencé à quitter la carrière.
La population de la « carrière » étant passée d’environ 500 personnes à la Renaissance à près de mille à la veille de la Révolution, on imagine que la communauté était à l’étroit et que la vieille synagogue médiévale ne suffisait plus. L'accroissement du nombre de juifs a nécessité d'agrandir la synagogue en empiétant sur les rares espaces libres dans les maisons voisines. Les textes montrent qu'il y a eu plusieurs campagnes de restauration au XVIIe siècle. Des témoins de 1740 indiquent que deux tribunes avaient été faites « depuis un temps immémorial » au-dessus des maisons contiguës à la salle de prière et s'ouvraient par des arcades. L'aménagement de salles superposées correspond à la séparation entre hommes et femmes qui a perduré du XIIIe siècle jusqu'à la reconstruction du XVIIIe siècle. En 1730-1731, l'architecte Antoine d'Allemand est intervenu pour rénover la plus grande de ces tribunes. Mais dès 1741, la communauté est insatisfaite du résultat et engage de nouveaux travaux.
Cet agrandissement est mené en deux étapes ; un premier chantier est mené par l’architecte Antoine d'Allemand entre 1741-1746. On connaît l'état de la synagogue en 1743 car à la demande de l'évêque de Carpentras, Joseph-Dominique d'Inguimbert, qui contestait les travaux, un plan a été dressé. Une seconde tranche de travaux, de 1774 à 1776, donne l’aspect actuel de la salle de prière du premier étage. Faute d’espace au sol, on a multiplié les tribunes. Le développement en hauteur est une solution fréquemment adoptée par les synagogues de la région comtadine qui comportent souvent deux salles de prière superposées, celle du bas réservée aux femmes, celle du haut aux hommes. La décoration intérieure est un chef-d'œuvre de l’art religieux rococo du XVIIIe siècle avec ses ferronneries italianisantes.
En 1793, la synagogue devient salle d'assemblée du club révolutionnaire local. Dès l'automne 1794, l'ensemble de son mobilier est déposé et vendu. Lorsque les juifs réintègrent leur temple en 1800, ils trouvent une salle de prières complètement nue. Il paraît très probable qu'une partie du décor ait pu être récupérée puis remontée dans le courant du XIXe siècle. Les boiseries destinées à recevoir les rouleaux de la Torah sont un don d'Abraham Alphandéry, daté de (5)567 (1807-1808) quand le culte a repris. Le système consistorial a rattaché les 343 fidèles de Carpentras à Marseille. En 1838, le Ministère accorde des crédits pour faire des travaux. En 1855, la communauté achète une partie d'une maison voisine pour établir une tribune à gauche, en face de celle de droite. En 1890, la mairie envisage de raser le quartier grâce à un don d'un industriel marseillais mais la communauté refuse.
La synagogue offre, outre des salles annexes témoignant du rituel juif (piscines liturgiques, boulangerie pour les pains azymes, salle de vie communautaire), une traditionnelle salle de prière de plan carré, couverte de boiseries présentant un décor de pilastres doriques supportant une frise de triglyphes et métopes.
La façade actuelle date de 1909.
Cette synagogue fait l’objet d’un classement au titre des monuments historiques depuis 1924,.
Le 650e anniversaire de la synagogue est célébré le 28 mai 2017 en présence du grand-rabbin de France Haïm Korsia et des représentants des cultes chrétiens et musulmans de Carpentras.

## Fonction
La synagogue de Carpentras est un véritable lieu de vie communautaire. Outre la salle de prières, elle est dotée d’un mikvé (salle d’ablution rituelle pour les femmes) profond de dix mètres, d’une boulangerie destinée à cuire le pain de shabbat, alors que la cour intérieure servait à l'abattage rituel.

## Architecture
La façade actuelle, de 1909, à l'exception d'une plaque en marbre blanc, laisse penser qu'il s'agit d'un bâtiment classique de 2 niveaux au-dessus du rez-de-rue. Elle est enduite avec des pierres de taille aux encadrements. Au rez-de-rue, la seule ouverture est une porte massive en bois.

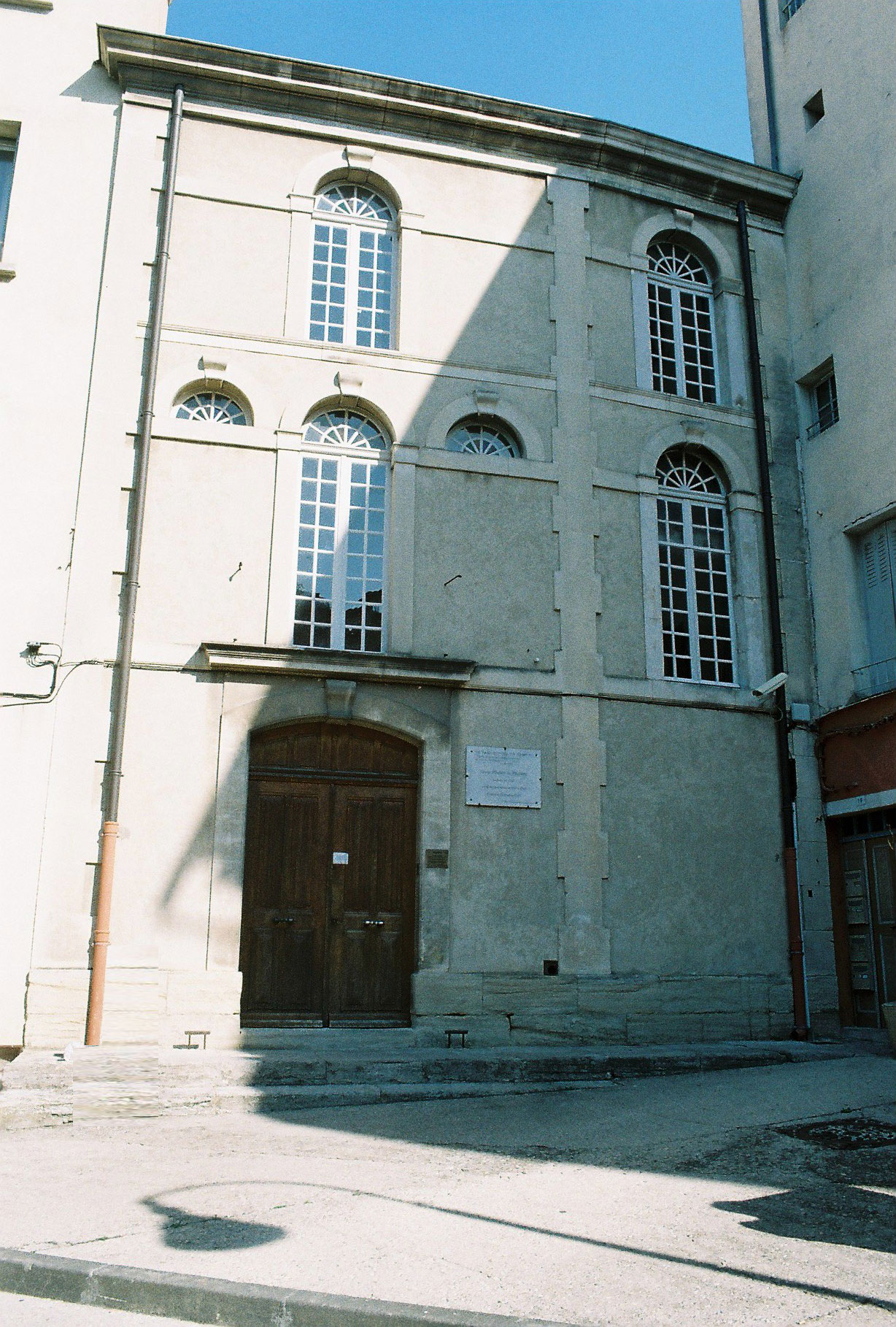
L'extérieur de la synagogue
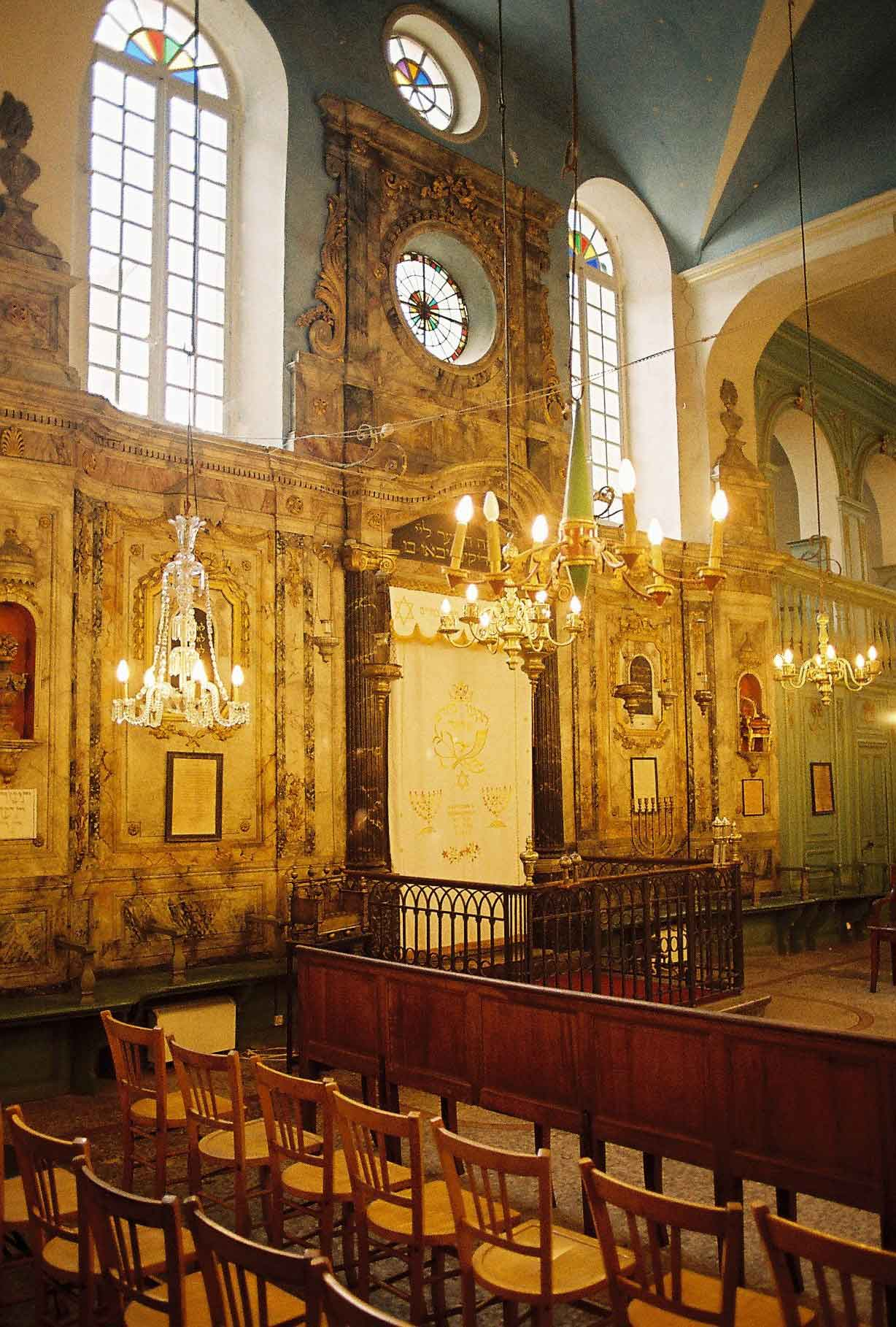
L'arche de la synagogue avec une niche, à droite, portant le fauteuil du prophète Élie
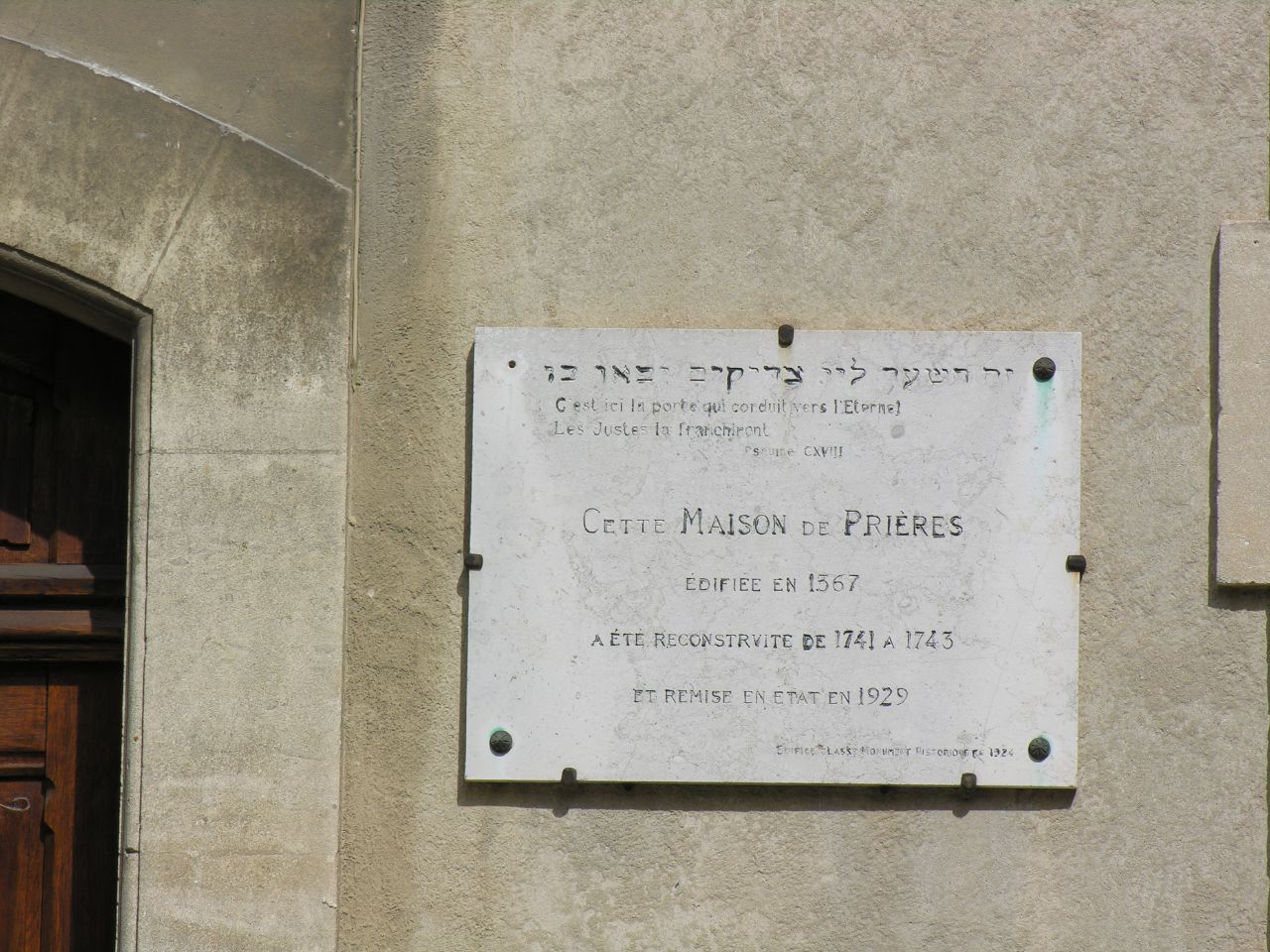
Plaque de la synagogue

## Les premiers travaux de conservation - restauration
Au moment du classement de la synagogue parmi les monuments historiques, en 1924, l’architecte des monuments historiques, Henri Nodet, signalait dans un rapport l’importance des travaux à réaliser au niveau des couvertures et des dépendances du rez-de-chaussée, laissées à l’abandon, dont les maçonneries qui étaient dans un état précaire.
La modicité des moyens dont dispose l’association Cultuelle israélite de Carpentras, propriétaire des lieux, n’autorisait, au cours de la première moitié du siècle, que de menues interventions, liées aux urgences : en 1936, Henri Nodet reconstruit la hotte du four de cuisson des pains azymes qui s’était effondrée. Il remplace le dallage de pierre disloqué de la courette jouxtant le fournil, par un sol étanche recouvert de dalles.
La première grande restauration, dirigée par l’architecte en chef, Jean Sonnier, est entreprise entre 1955 et 1958, grâce à la générosité de Louis Schweitzer, mécène américain, qui  offre le fonds de concours de 50 % pour le sauvetage de la synagogue.
Des travaux de conservation et de mise en valeur sont exécutés : la couverture est révisée et la charpente consolidée ; les maçonneries des façades sont reprises en partie et confortées par des injections de coulis. Les joints et les enduits sont refaits ; les linteaux de bois des baies pourris par l’humidité, sont remplacés par des poutrelles métalliques. À l’intérieur, l’escalier d’accès à la salle du culte est restauré. Les plafonds de la salle des chœurs et du vestibule, profondément atteints par les infiltrations d’eaux, sont refaits à neuf dans des matériaux d’origine : plâtre sur roseaux. Dans ces salles, l’architecte a procédé au colmatage des fissures et à l’application d’un nouvel enduit. La salle de prières est entièrement rénovée dans un esprit historique : son plafond retrouve son aspect d’origine, un ciel bleu émaillé d’étoiles. Les lambris de bois à panneautage, avaient été recouverts, sans doute au siècle dernier, d’une peinture marron imitation bois. Un nettoyage révélant les anciennes couches picturales, Jean Sonnier décide d’en restituer les couleurs vert d’eau relevé de blanc. Il procède à des raccords de dorure sur les éléments sculptés composant le décor du tabernacle et celui des colonnes supportant la teba.
En outre la présentation du rez-de-chaussée est assurée grâce à un nettoyage, à quelques consolidations et purges de maçonneries, à des réparations de menuiseries et de serrurerie, ainsi que par un éclairage général. Les désordres inattendus, survenus vingt ans plus tard, révèlent des faiblesses structurelles insoupçonnées et mettent en évidence l’importance des travaux à poursuivre pour enrayer définitivement le processus inquiétant de désorganisation des maçonneries. L’association Cultuelle Israélite et les services de la ville de Carpentras observent en 1979 un affaissement de la voûte couvrant la boulangerie ; en avril 1981, une portion de toiture au-dessus de la salle des chœurs s’effondre ; huit mois plus tard, l’architecte des Bâtiments de France signale l’écroulement du plancher de la salle formant l’angle sud-ouest du premier étage.
Une étude approfondie des désordres est alors confiée par la Direction régionale des Affaires culturelles / Conservation régionale des monuments historiques d'Aix-en-Provence, qui a assuré la maîtrise d'ouvrage des travaux et la conduite d'opération, à Dominique Ronsseray, architecte en chef des monuments historiques, maître d'œuvre des travaux, pour mettre en œuvre une thérapie adapté aux besoins de l’édifice. Puis la réalisation des travaux est décidée et engagée. Les travaux achevés, les partenaires de la restauration se sont orientés dès 1986 vers une politique d’intervention systématique, afin d’apporter des solutions durables à la sauvegarde du monument.